# Isoperla francesca
Isoperla francesca är en bäcksländeart som beskrevs av Harper 1971. Isoperla francesca ingår i släktet Isoperla och familjen rovbäcksländor. Inga underarter finns listade i Catalogue of Life.